# Pierre Pflimlin
Pierre Pflimlin (Roubaix, 5 de febrero de 1907-Estrasburgo, 27 de junio de 2000) fue un abogado y político demócrata cristiano francés.
Se desempeñó como el presidente del Consejo de ministros de la cuarta República durante varias semanas en 1958, antes del regreso de Charles de Gaulle. Se casó con Marie Odile Heinrich, tuvieron tres hijos Étienne, Antoniette y Odile Pflimlin Heinrich. 
Nacido en el norte de una familia alsaciana (su padre era en ese momento director de una empresa textil), Pierre Pflimlin regresaría de pequeño a Alsacia , donde estudió en el Lycée de Mulhouse , en el Instituto Católico de París. y finalmente en la Universidad de Estrasburgo . Graduado en derecho y ciencias políticas, se convirtió en abogado en 1933 en el Colegio de Abogados de Estrasburgo . Comenzó por militantes juveniles Patriotas, una liga de extrema derecha, antes de unirse a la popular Acción Nacional de Alsacia, un movimiento disidente de la Unión Popular Republicana , el gran partido católico alsaciano. Trabajó en la Secretaría General de la Juventud, Vichy , en 1941 , luego fue nombrado juez de instrucción en Thonon-les-Bains (de 1941 a 1944) y fiscal adjunto de la república en Metz (en 1944 ).
Demócrata cristiano , es miembro del Movimiento Popular Republicano (MRP) desde su creación en 1945 y ocupa la presidencia de 1956 a 1959 . Sus primeros deberes ministeriales fueron como Subsecretario de Estado en el Ministerio de Salud Pública y Población (en 1946 ), y luego Subsecretario de Estado para Economía Nacional. Es muy a menudo ministro durante la Cuarta República , especialmente ministro de Agricultura en ocho gobiernos entre 1947 y 1951., sin mencionar las carteras en una gran parte de los sucesivos gobiernos hasta 1958 (comercio, Europa , Francia en el extranjero , asuntos financieros y económicos, etc.).
Es el penúltimo presidente del Consejo de la Cuarta República. Invertido por la Asamblea el 14 de mayo de 1958 , mientras que un comité de seguridad pública compuesto por civiles y soldados, presidido por el general Massu , se formó el 13 de mayo por la noche en Argel. Se vio obligado a renunciar dos semanas más tarde para facilitar la llegada al poder de De Gaulle general , y después se mantuvo en su gobierno la posición de Ministro de Estado (1 st de junio de 1958-8 de enero de 1959).
Fue alcalde de Estrasburgo desde 1959 hasta 1983 y presidente del Parlamento Europeo desde 1984 hasta 1987.
| Predecesor: Marcel Roclore    | Ministro de Agricultura 1947-1949                                  | Sucesor: Gabriel Valay     |
| Predecesor: Gabriel Valay     | Ministro de Agricultura 1950-1951                                  | Sucesor: Paul Antier       |
| Predecesor: Jean-Marie Louvel | Ministro de Comercio y Comercio Externo 1951-1952                  | Sucesor: Édouard Bonnefous |
| Predecesor: —                 | Ministro del Consejo de Europa 1952                                | Sucesor: —                 |
| Predecesor: Louis Jacquinot   | Ministro de Ultramar 1952-1953                                     | Sucesor: Louis Jacquinot   |
| Predecesor: Robert Buron      | Ministro de Finanzas, Asuntos Económicos y Planificación 1955-1956 | Sucesor: Robert Lacoste    |
| Predecesor: Félix Gaillard    | Ministro de Finanzas y Asuntos Económicos 1957-1958                | Sucesor: Edgar Faure       |
| Predecesor: Félix Gaillard    | Presidente del Consejo de ministros 1958                           | Sucesor: Charles de Gaulle |
| Predecesor: -                 | Ministro de Estado 1958-1959                                       | Sucesor: -                 |
| Predecesor: Jean Foyer        | Ministro de Cooperación 1962                                       | Sucesor: Georges Gorse     |
| Predecesor: Piet Dankert      | Presidente del Parlamento Europeo 1984-1987                        | Sucesor: Henry Plumb       |

- Datos: Q328504
- Multimedia: Pierre Pflimlin / Q328504